# Патруль Карлсона
Патруль Карлсона (англ. Carlson's patrol), также известный как Долгий патруль (англ. The Long Patrol) или Долгий патруль Карлсона (англ. Carlson's long patrol) — операция 2-го рейдерского батальона морской пехоты под командованием Эванса Карлсона в ходе Гуадалканальской кампании против Императорской армии Японии с 6 ноября по 4 декабря 1942 года. В ходе этой операции 2-й рейдерский батальон морской пехоты атаковал японские войска под командованием Тосинари Сёдзи, которые совершали переход после выхода из окружения в районе мыса Коли на Гуадалканале, чтобы соединиться с другими японскими подразделениями на противоположной стороне от американского оборонительного периметра Лунга.
В серии небольших боёв в течение свыше 29 дней рейдеры убили почти 500 японских солдат, потеряв убитыми только 16 человек. Рейдеры также захватили японское артиллерийское орудие, которое было доставлено для ведения огня по Хендерсон-Филд, аэродрому Союзников у мыса Лунга на Гуадалканале.

## Предыстория

### Гуадалканальская кампания
7 августа 1942 года вооруженные силы Союзников (по большей части США) высадились на Гуадалканале, Тулаги и Флоридских островах в архипелаге Соломоновых островов. Целью десанта было не дать использовать их для строительства японских баз, которые бы угрожали транспортным потокам между США и Австралией, а также создание плацдарма для кампании по изоляции главной японской базы в Рабауле и поддержка сухопутных сил союзников в Новогвинейской кампании. Гуадалканальская кампания продлилась шесть месяцев.
Неожиданно для японских войск на рассвете 8 августа их атаковали войска Союзников под командованием генерал-лейтенанта Александера Вандегрифта, главным образом американская морская пехота, высадившаяся на Тулаги и ближайших небольших островах, а также у строящегося японского аэродрома у мыса Лунга на Гуадалканале (позднее достроенного и названного Хендерсон-Филд). Авиация Союзников, базировавшаяся на Гуадалканале, получила название «ВВС Кактуса» (CAF) по кодовому названию Союзников Гуадалканала.

В ответ Генеральный штаб Вооружённых сил Японии отправил подразделения японской 17-й армии, корпус, базировавшийся в Рабауле, под командованием генерал-лейтенанта Харукити Хякутакэ, с приказом вернуть контроль над Гуадалканалом. Подразделения японской 17-й армии начали прибывать на Гуадалканал 19 августа.

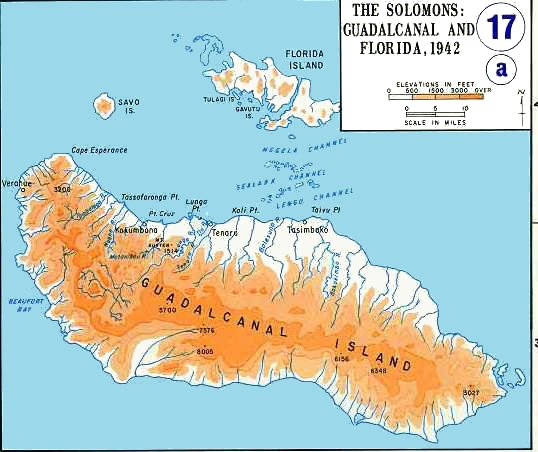
Карта Гуадалканала и близлежащих островов. Матаникау/мыс Крус и мыс Лунга расположены в северо-западной части острова(вверху слева).

Первая попытка японцев отбить Хендерсон-Филд силами подразделения численностью 917 человек закончилось неудачей 21 августа в бою у реки Тенару. Следующая попытка была предпринята 12-14 сентября силами 6 000 солдат под командованием генерал-майора Киётакэ Кавагути, она закончилась поражением в битве за хребет Эдсона. После поражение на хребте Эдсона Кавагути и его солдаты отошли на запад к реке Матаникау на Гуадалканале.

### Битва за Хендерсон-Филд
С 1 по 17 октября японцы перебросили 15 000 солдат на Гуадалканал, увеличив численность контингента Хякутакэ до 20 000, в рамках подготовки наступления на Хендерсон-Филд. После потери позиций на восточном берегу Матаникау японцы решили, что атаковать оборонительные позиции США вдоль берега будет предельно сложно. Поэтому Хякутакэ решил, что главное направление удара должно быть к югу от аэродрома Хендерсон-Филд. Его 2-я дивизия (укреплённая одним полком 38-й дивизии) под командованием генерал-лейтенанта Масао Маруямы, насчитывающая 7 000 солдат в трёх пехотных полках, состоявших их трёх батальонов каждый получила приказ перейти через джунгли и атаковать американские оборонительные позиции к югу недалеко от восточного берега реки Лунга. Чтобы отвлечь внимание американцев от запланированной атаки с юга, тяжёлая артиллерия Хякутакэ и пять батальонов пехоты (около 2 900 человек) под командованием генерал-майора Тадаси Сумиёси должны были атаковать американские позиции с западной стороны вдоль прибрежного коридора.

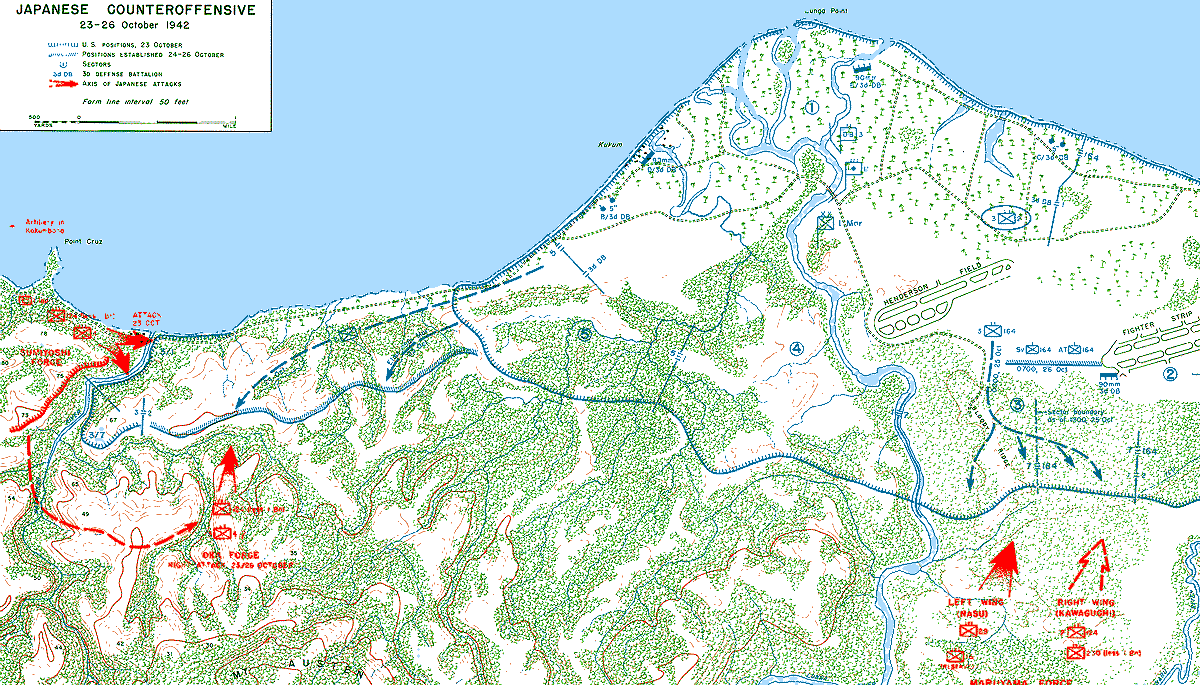
Карта сражения 23-26 октября. Войска Сумиёси атаковали с запада от Матаникау (слева), в то время как 2-я дивизия Маруямы атаковала периметр Лунга с юга (справа)

23 октября силы Маруямы прошли через джунгли и достигли американских оборонительных позиций. Кавагути по своей инициативе начал отводить правое крыло к востоку, рассчитывая, что американская оборона там будет слабее. Маруяма через одного из своих офицеров приказал Кавагути придерживаться первоначального плана наступления. После этого Кавагути был отстранён от командования и замещён полковником Тосинари Сёдзи, командиром 230-го пехотного полка. Вечером, осознав, что силы левого и правого флангов всё ещё не добрались до американских позиций, Хякутакэ перенёс начало атаки на 19:00 24 октября. Американцы оставались в полном неведении о приближении войск Маруямы.
В конце концов вечером 24 октября солдаты Маруямы дошли до американского оборонительного периметра вокруг мыса Лунга. Начиная с 24 октября в течение двух последующих ночей силы Маруямы провели многочисленные безрезультатные фронтальные атаки на позиции, которые защищали бойцы 1-го батальона 7-го полка морской пехоты под командованием подполковника Чести Пуллера и 3-го батальона 164-го пехотного полка под командованием полковника Роберта Холла. Ружейный, пулемётный, миномётный, артиллерийский огонь и картечь из 37-мм противотанковых пушек «устроили ужасную резню» среди японцев. Более 1500 солдат Маруямы погибли во время атак, тогда как американцы потеряли только 60 человек убитыми. Подразделения правого крыла Сёдзи не принимали участия в атаках, вместо этого они прикрывали правый фланг Насу от возможных атак американских солдат, однако эта угроза так и не материализовалась.
В 08:00 26 октября Хякутакэ отменил наступление и приказал своим солдатам отступить. Уцелевшие солдаты левого крыла Маруямы и дивизионного резерва получили приказ отступать к западу от реки Матаникау, а правого крыла Сёдзи — к мысу Коли в 13 милях (21 км) к востоку от реки Лунга.

### Операции у залива Эола и мыса Коли

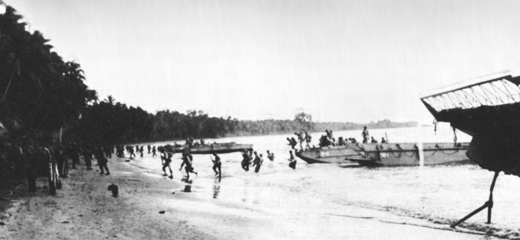
4 ноября: рейдеры подполковника Карлсона высаживаются в заливе Эола

В 05:30 4 ноября две роты 2-го рейдерского батальона морской пехоты под командованием подполковника Эванса Карлсона высадились с катера в заливе Эола в 40 милях (64 км) к востоку от мыса Лунга. Рейдеры Карлсона вместе с солдатами 147-го пехотного полка армии США должны были обеспечивать безопасность 500 военных инженеров, которые начали строительство аэродрома. Строительство аэродрома у залива Эола было одобрено Уильямом Хэлси, командующим войсками Союзников в южной части Тихого океана, действующим по рекомендации контр-адмирала Ричмонда Тёрнера, командующего американскими амфибийными силами в южной части Тихого океана.
2-й рейдерский батальон морской пехоты был особенным подразделением в Корпусе морской пехоты. Организация и тактика батальона была основана на принципах китайских коммунистов, которые Карлсон узнал, служа наблюдателем у коммунистов во время Японо-китайской войны в 1937—1938 годах. Эти принципы предписывали соблюдение равенства между офицерами и рядовыми и коллегиальное принятие решений. В отличие от 1-го рейдерского батальона морской пехоты, который концентрировался на тактике коммандос, 2-й батальон специализировался на партизанской тактике. На тренировках отрабатывалась тактика просачивания и часто проходили ночные учения. Батальон состоял из шести самостоятельных стрелковых рот и штаба. Перед высадкой на Гуадалканал части батальона находились в охране гарнизона Мидуэй во время битвы за Мидуэй в мае 1942 года и принимали участие в рейде на Макин в августе.
В начале ноября Вандегрифт, опасаясь, что японцы планируют наступление на периметр Лунга с востока силами подразделения Сёдзи и дополнительных подкреплений, начал операцию против японских подразделений у мыса Коли. Начиная с 4 ноября два батальона морской пехоты и двух армейских батальонов атаковали и попытались окружить солдат Сёдзи у бухты Гавада около деревни Тетере в районе мыса Коли.
Так как американцы были намерены уничтожить силы Сёдзи, Вандегрифт приказал рейдерам Карлсона отправиться из залива Эола к мысу Коли, чтобы отрезать любые войска Сёдзи, которые пытались выбраться из окружения. 5 ноября два транспортных судна направились к Эспириту-Санто, чтобы забрать три роты батальона Карлсона, пока Карлсон подготавливал свои две роты на Гуадалкнале для перехода к мысу Коли. Карлсон организовал арьергард на Эола, который должен был обеспечивать снабжение его патруля рационами каждые четыре дня в заранее определённой точке на побережье. Патруль с носильщиками из местных жителей должен был встретить катер и перенести снабжение вглубь острова к базе патруля Карлсона.

## Патруль

### Первая часть операции

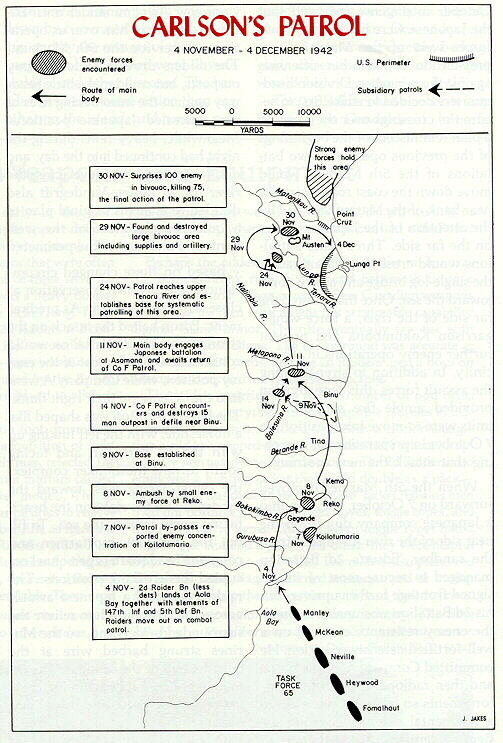
Карта перехода патруля Карлсона от Эола к периметру Лунга

С рассветом 6 ноября Карлсон и его первая группа, две его роты, а также группа местных проводников и носильщиков под командованием майора Джона Матера из армии Австралии и сержант-майор Якоб Воуза из полиции Соломоновых островов вышли от залива Эола. Группа прошла через джунгли к северо-западу от реки Реко, прибыв 7 ноября. У Реко Карлсон узнал, что местная христианская миссия подверглась недавно нападению японских солдат, которые убили двух миссионеров перед тем, как отправиться на запад. Форсировав реку с одним взводом солдат, Карлсон обнаружил небольшую группу японцев, которые выстрелили и тяжело ранили одного из проводников, ведущих колонну морских пехотинцев. Ответным огнём морские пехотинцы убили двух японских солдат и обратили в бегство ещё троих или четверых. Затем прибыл основной отряд Карлсона и колонна встала лагерем на ночь.
8 ноября колонна продолжила движение через джунгли на северо-запад, нанося удары вдоль берега реки Кена, переночевала в деревне Тасимбоко в 15 милях (24 км) от залива Эола. На следующий день рейдеры форсировали реки Бернаде и Баласуна и днём дошли до деревни Бину в 10 милях (16 км) к юго-западу от Тасимбоко. В Бину, в 3 милях (5 км) на юго-восток от мыса Коли, Карлсон разбил свой базовый лагерь и приготовился блокировать передвижения любых японских сил, идущих от Коли на восток и юг.
Остальные три роты рейдеров прибыли к Эола 8 ноября. 9 ноября они добрались на десантных катерах до Тасимбоко и, 10 ноября отправились по суше, ведомые местными проводниками, по направлению к Бину. По пути рейдеры встретили небольшую группу японских солдат и убили троих из них перед прибытием в Бину в тот же день.
В то же самое время, Хякутакэ приказал Сёдзи оставить свои позиции у Коли и присоединиться к основным японским силам у Кокумбоны в районе Матаникау. Несмотря на то, что американские войска почти полностью окружили солдат Сёдзи у бухты Гавага у Коли, у японцев оставался путь брешь через болотистую бухту с южной стороны от американских линий обороны. Именно по этому пути японские солдаты начали выходить из окружения. Американцы закрыли брешь в своих линиях 11 ноября, но до этого от 2000 до 3000 солдат ушли через джунгли на юг.
11 ноября Карлсон отправил четыре роты своего батальона, «C», «D», «E», и «F», в разные стороны для патрулирования территории к северу и западу от Бину. Последняя рота, «B», осталась обеспечивать безопасность базового лагеря в Бину. В 10:00 рота C, которая направлялась на запад к деревне Асамана, встретила большую группу солдат Сёдзи, которая стояла лагерем у реки Метапона, которая начала вести ружейный, пулемётный и миномётный огонь. Карлсон направил роты D и E на помощь роте C, чтобы атаковать японские силы с двух различных направлений.

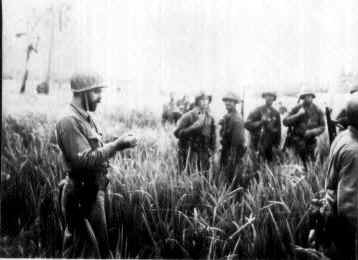
Офицер морской пехоты даёт указания рейдерам во время патруля

Роты D и E отправились по направлению к роте C, обе обнаружили большие скопления солдат Сёдзи и, в 12:30, приняли участие в интенсивных перестрелках. В 15:00 командир роты D капитан Чарльз МакОлифф с девятью своими солдатами неожиданно отправился к базовому лагерю в Бину. МакОлифф доложил Карлсону, что вскоре после начала боя с японскими войсками он и одно из его подразделений оказалось отрезано от основной части роты. После выхода из боя, сопряжённого с большими трудностями, МакОлифф и солдаты, которые были с ним, решили вернуться в базовый лагерь. МакОлифф доложил, что насколько он знал, остальная часть его роты была уничтожена. Однако немногим позже остальные солдаты роты D прибыли в базовый лагерь под командованием сержанта артиллерии Джорджа Шиера после успешного завершения перестрелки. Карлсон отстранил МакОлиффа от командования с резолюцией «полное отсутствие лидерских качеств в боевой обстановке» и назначил капитана Джо Гриффита командиром роты D.
Вместе с ротой F, которая вернулась в базовый лагерь, Карлсон отправился к месту, где вела бой рота C, прибыв туда в 16:30. Карлсон приказал роте F атаковать японские позиции, против которых вела бой рота C в 17:15. В то же самое время японские солдаты покинули этот район, что рота F вскоре и выяснила. Оставив роту F, Карлсон вернулся к Бину с ротой C, прибыв в 22:00. Рота E прибыла к Бину в то же самое время и её командир доложил, что они поймали японскую роту, пересекающую реку на открытом пространстве и уничтожили многих японских солдат до того, как отступили. Карлсон затем с ротой B вернулся в район, охраняемый ротой F, добравшись туда к рассвету 12 ноября. Морские пехотинцы потеряли 10 человек в дневных боях и оценили свои результаты в 120 убитых японских солдат.
Карлсон с двумя ротами, первой из которых шла B, отправился на запад к деревне Асамана у реки Метапоны. Во время форсирования реки морские пехотинцы захватили двух японских солдат и убили третьего, которые находились в лодке местного производства, а затем внезапно для противника атаковали и захватили Асаману, убив несколько японских солдат в деревне. Все признаки говорили, что деревня использовалась как база войск Сёдзи. Заняв оборонительные позиции вокруг деревни и на противоположном берегу реки, рейдеры убили 25 японских солдат, которые приходили в деревню на протяжении дня.

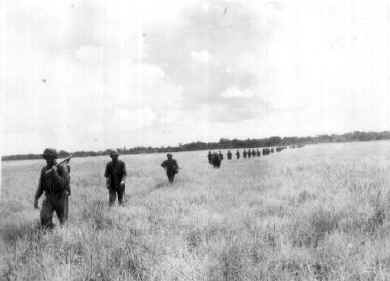
Рейдеры Карлсона пересекают открытую местность во время патруля

На следующий день, когда колонна японских солдат численностью около одной роты прибыла к Асамане, рейдеры вызвали огонь 75-мм гаубиц 1-го батальона 10-го полка морской пехоты, убив многих японцев и принудив остальных рассыпаться и отступить от деревни. Карлсон и его морские пехотинцы возвратились к Бину 14 ноября на отдых и для пополнения запасов. В тот же самый день патруль рейдеров роты F уничтожили 15 японских солдат в лагере, обнаруженном местными проводниками.
15 ноября батальон Карлсона перенёс свой базовый лагерь из Бину в Асаману. В это время, однако, подразделения Сёдзи покинули этот район, продолжив переход вглубь острова по направлению к Матаникау. Патрули рейдеров вокруг Асаманы в следующие два дня обнаружили и убили несколько отставших японских солдат.

### Новое задание
Батальон Карлсона получил приказ отправиться к верховьям реки Тенару и патрулировать местность вокруг мыса Лунга, к югу от оборонительного периметра, чтобы найти путь, по которому японцы переправляли свои войска и вооружение во время битвы Хендерсон-Филд. Рейдеры Карлсона должны были также разыскать и уничтожить несколько японских артиллерийских точек, с которых вёлся огонь по Хендерсон-Филд несколько недель. Рейдеры организовали новый базовый лагерь в двух милях (3 км) к юго-востоку от периметра Лунга 20 ноября, отдохнули и начали новую операцию с 24 ноября.
25 ноября рота A баталона Карлсона прибыла из Эспириту-Санто и присоединилась к рейдерам. 27 ноября батальон перешёл на 4 мили (6 км) дальше по реке Тенару и организовал две вспомогательные патрульные базы в 2 милях (3 км) выше и ниже по течению соответственно.

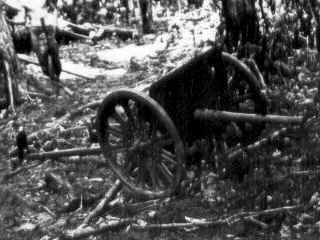
Японская пушка, захваченная рейдерами

28 ноября роты B и D патрулировали вдоль реки Лунга и разбили лагерь в районе горы Остин, к юго-западу от периметра Лунга. В тот же день роты A и F патрулировали дальше к югу между Лунга и Тенару. 30 ноября рейдеры обнаружили японскую 75-мм горную пушку и 37-мм противотанковую пушку, расположенные на хребте в 4 милях (6 км) к югу от периметра Лунга. В то время как один отряд из шести морских пехотинцев роты F патрулировал вблизи места, где обнаружили пушки, он вошёл в замаскированный японский лагерь и обнаружил там около 100 японских солдат, отдыхающих под навесами и сложивших оружие вокруг деревьев в центре лагеря. Произошла рукопашная схватка, в которой отряд рейдеров убил около 75 японцев. Остальные японцы сбежали.
1 декабря рейдеры отдыхали, в этот день самолёт им сбросил продовольствие. 2 декабря Карлсон отправил патрули вокруг реки Лунга. Рота B обнаружила 10 японцев, разбивших лагерь у реки, и убила их всех. Другие роты не встретили неприятеля, но одна из них обнаружила ещё одну 75-мм горную пушку. Ближе к вечеру Карлсон получил приказ прекратить патрулирование и вернуться со своими бойцами в периметр Лунга на следующий день.
3 декабря Карлсон отправил роты C, D и E на восток к реке Тенару, в то время как роты A, B и F направились на запад к горе Остин. Роты C, D и E достигли низовий Тенару и присоединились к защитникам периметра Лунга без происшествий. Роты A, B и F обнаружили японский патруль около вершины горы Остин. В бою в джунглях 25 японцев было убито, а 4 морских пехотинца серьёзно ранено, 1 из них позднее умер.
На следующий день роты A, B и F отправились дальше, намереваясь войти в периметр Лунга у реки Матаникау. По пути колонна морских пехотинцев столкнулась с японской пулемётной точкой, огнём которой убило четырёх рейдеров. Семь японцев было убито в этом столкновении. Патруль, не встретив больше сопротивления, прибыл к мысу Лунга к полудню.

## Последующие события

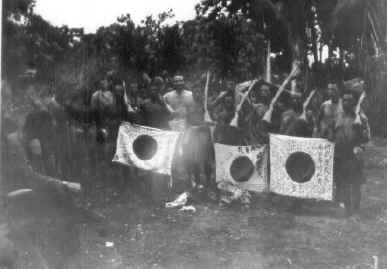
Местные жители Соломоновых островов, бывшие проводниками и разведчиками, показывают японское оружие и флаги, захваченные во время патруля

В то время как батальон Карлсона закончил свой патруль, Сёдзи и с уцелевшими японскими солдатами достиг позиций своих войск к западу от Матаникау. Кроме потерь от нападений рейдеров Карлсона, недостаток пищи и тропические болезни положили очень многих солдат Сёдзи. В то время, когда войска Сёдзи достигли реки Лунга в середине ноября, примерно на полпути к Матаникау, только 1300 солдат осталось в рядах его основных сил. Когда Сёдзи добрался до позиций 17-й армии к западу от Матаникау, только 700—800 уцелевших всё ещё были с ним. Уцелевшие солдаты из подразделения Сёдзи впоследствии приняли участие в боях за гору Остин, Скачущая Лошадь и Морской Конёк в декабре 1942 года и январе 1943 года.
За 29 дней патруля рейдеры Карлсона прошли около 150 миль (241 км), по прямой было пройдено 40 миль (64 км) от залива Эола до реки Матаникау. Карлсон доложил, что его солдаты уничтожили 488 японских солдат и захватили или уничтожили большое количество вооружений, включая 2 гаубицы и большое количество стрелкового оружия и боеприпасов.
2-й рейдерский батальон потерял 16 человек убитыми и 17 ранеными (кроме того, было ранено два местных проводника). Небоевые потери составили 225 человек, из которых 125 страдали от малярии, 29 от дизентерии и 71 от трихофитии или тропической язвы. Большая часть остальных рейдеров также страдала от различных физических недугов. 17 декабря рейдеры были отправлены с Гуадалканала морским путём и прибыли на свою базу на Эспириту-Санто 20 декабря. В Эспириту-Санто солдаты подразделения продолжили лечение от тропических болезней, большинство из которых было приобретено во время патруля на Гуадалканале. На второй неделе марта 1943 года бойцы 2-го рейдерского батальона были признаны негодными для боевой службы, однако это не было отражено в официальных документах. 2-й рейдерский батальон морской пехоты не принимал участия в качестве самостоятельного подразделения в боевых операциях до Бугенвильской кампании, которая началась 1 ноября 1943 года. Несмотря на серьёзные последствия болезней, солдаты Карлсона в целом считали, что их подразделение успешно выполнило свою миссию. Клиланд Е. Эрли, лейтенант из роты E, описывал длинный патруль на Гуадалканале и состояние солдат после него так: "Условия выживания были сложнее, чем бой. Мой взвод вышел с 30 солдатами, одним санитаром и одним офицером. Когда мы вышли, у нас был один офицер, один санитар, 18 рядовых, все они имели малярию, глистов, диарею, тропическую язву и высокий боевой дух".

### Интернет-публикации
- Hoffman, Jon T. The Long Patrol (brochure). From Makin to Bougainville: Marine Raiders in the Pacific War. Marine Corps Historical Center (1995). Дата обращения: 21 ноября 2006. Архивировано 26 мая 2012 года.
- Hough, Frank O.; Ludwig, Verle E., and Shaw, Henry I., Jr.: . Pearl Harbor to Guadalcanal. History of U.S. Marine Corps Operations in World War II. Дата обращения: 16 мая 2006. Архивировано 20 августа 2011 года.
- Miller, John Jr. Guadalcanal:  The First Offensive. United States Army in World War II (1949). Дата обращения: 4 июля 2006. Архивировано 26 мая 2012 года.
- Shaw, Henry I. First Offensive:  The Marine Campaign For Guadalcanal. Marines in World War II Commemorative Series (1992). Дата обращения: 25 июля 2006. Архивировано 19 февраля 2012 года.
- Zimmerman, John L. The Guadalcanal Campaign. Marines in World War II Historical Monograph (1949). Дата обращения: 4 июля 2006. Архивировано 19 февраля 2012 года.